# Comuna Mäetaguse
Mäetaguse  este o comună (vald) din Comitatul Ida-Viru, Estonia.
Comuna cuprinde 20 de sate și târgușorul (alevik), Mäetaguse, care are statut de reședință.

## Localități componente

### Târgușoare (alevik)
- Mäetaguse

### Sate
- Apandiku
- Aruküla
- Arvila
- Atsalama
- Ereda
- Jõetaguse
- Kalina
- Kiikla
- Liivakünka
- Metsküla
- Mäetaguse
- Pagari
- Rajaküla
- Ratva
- Tarakuse
- Uhe
- Võhma
- Võide
- Võrnu
- Väike-Pungerja